# 黒田高祥
黒田 高祥（くろだ たかよし、8月26日 - ）は日本の漫画家。東京都出身。

## 来歴
日本デザイナー学院出身。『GREENGREEN』でまんがカレッジ2002年7月期佳作、2005年に『週刊少年サンデー超』（小学館）にて『闘楽師』にてデビュー。
2012年、『週刊少年サンデー』（同）21・22合併号より『正しいコドモの作り方!』の連載を開始。もりた毬太が原作を務め、黒田は作画を担当。
2015年、『月刊サンデーGX』（同）9月号より麻生羽呂の『今際の国のアリス』のスピンオフである『今際の路のアリス』の連載を開始。
2018年、『月刊コミックゼノン』（コアミックス）8月号より『アンタゴニスト』の連載を開始。藤栄道彦が原作を務め、黒田は作画を担当。
2021年、『月刊コミックゼノン』9月号より『豚の復讐』の連載を開始。仁藤砂雨が原作を務め、黒田は作画を担当。

## 作品リスト

### 連載
- 正しいコドモの作り方!（原作：もりた毬太、『週刊少年サンデー』2012年21・22合併号[3] - 2013年42号）
- 今際の路のアリス（原作：麻生羽呂、『月刊サンデーGX』2015年9月号[4] - 2018年3月号）
- アンタゴニスト（原作：藤栄道彦、『月刊コミックゼノン』2018年8月号[5] - 2021年4月号[7]）
- 奴隷区‐GANG AGE-（原作：岡田伸一、『ピッコマ』2019年10月10日 - 2020年10月21日）
- 幼馴染のS級パーティーから追放された聖獣使い。万能支援魔法と仲間を増やして最強へ！（原作：かなりつ、『ドラドラふらっと♭』2021年5月13日[8] - 連載中）
- 豚の復讐（原作：仁藤砂雨、『月刊コミックゼノン』2021年9月号[6] - 連載中）

### 読み切り
- 町田市三丁目の神様（『週刊少年サンデー超』2007年8月25日9号）
- 鴨川デルタ（『週刊少年サンデー超』2010年3月25日4号）
- 恋愛サイコロジック（『週刊少年サンデー』2010年9月25日10号）
- 音和田セッション（『週刊少年サンデー超』2011年2月25日号）
- 嵐田ツインズ（『クラブサンデー』2012年）

### 書籍
- 『正しいコドモの作り方!』、原作：もりた毬太、小学館〈少年サンデーコミックス〉2012年 - 2013年、全7巻
- 『今際の路のアリス』、原作：麻生羽呂、小学館〈サンデーGXコミックス〉2016年 - 2018年、全8巻
- 『アンタゴニスト』、原作：藤栄道彦、コアミックス〈ゼノンコミックス〉2019年 - 2021年、全7巻、5巻以降は電子のみ
- 『奴隷区‐GANG AGE-』、原作：岡田伸一、KADOKAWA〈ドラゴンコミックスエイジ〉2020年 - 2021年、全3巻
- 『幼馴染のS級パーティーから追放された聖獣使い。万能支援魔法と仲間を増やして最強へ！』、原作：かなりつ、KADOKAWA〈ドラゴンコミックスエイジ〉2022年 - 、既刊8巻（2025年6月9日現在）
- 『豚の復讐』、原作：仁藤砂雨、コアミックス〈ゼノンコミックス〉2022年 - 、既刊11巻（2025年8月20日現在）

## 師匠
- 雷句誠[要出典]

## アシスタント仲間
- 麻生羽呂[要出典]
- 酒井ようへい[要出典]